# 八間屋

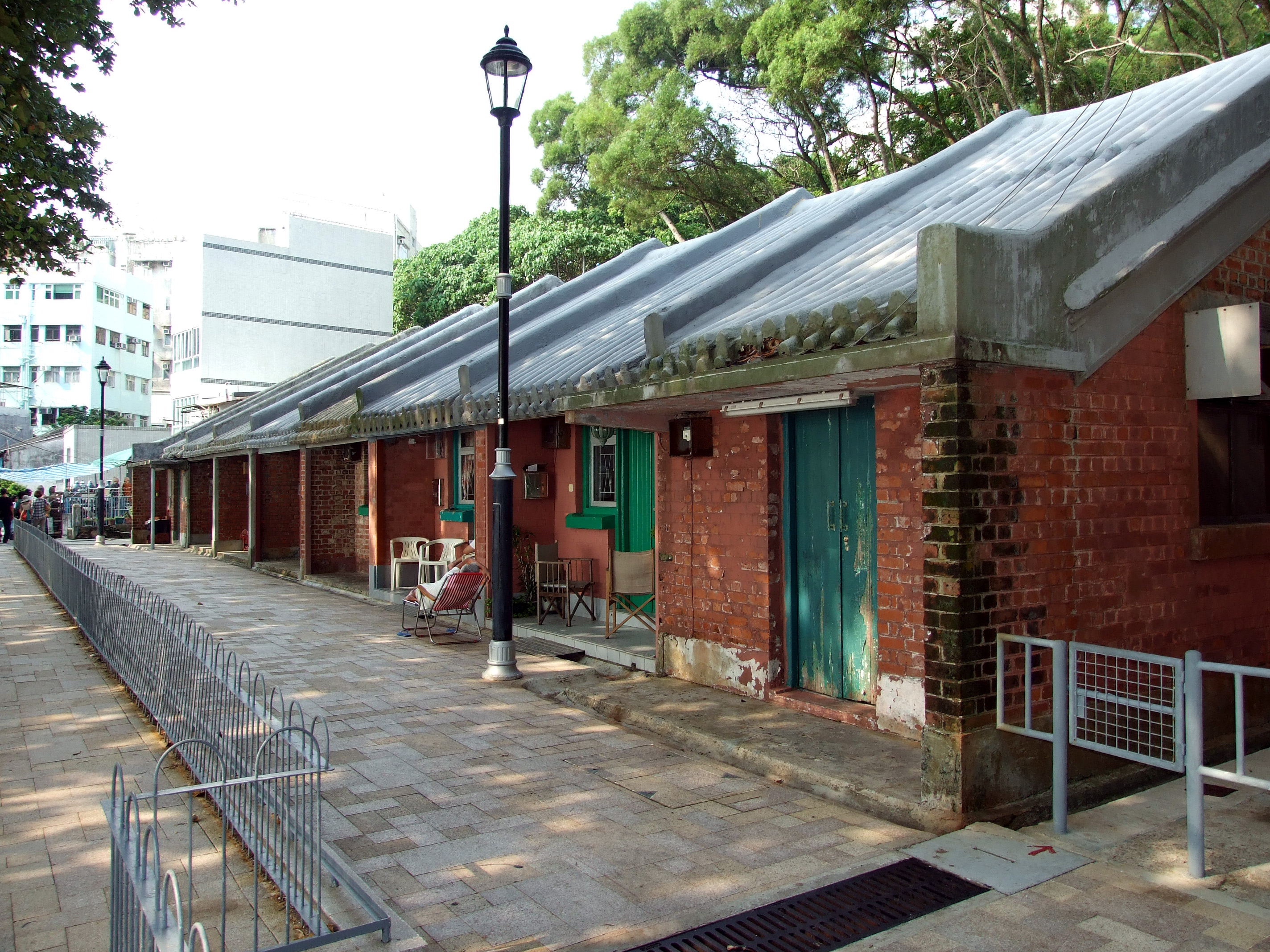
八間屋，攝於2009年。

八間屋（簡稱八間）是香港赤柱七個二級歷史建築及一個三級歷史建築連成一組的歷史建築群，位於香港島赤柱大街二號，因八間相連的排屋而得名。 小屋群處於赤柱灣東岸，黃麻角道後方，行人須經赤柱大街南端的小路進入。

## 歷史
這些建築於1930年代由香港政府興建，以安置因建設赤柱軍營及黃麻角炮台而須搬遷的黃麻角村八個村民家庭。現時該處仍有居民居住。八間小屋樓高一層，紅磚灰瓦，木門及窗框則為綠色。
目前尚未完成評級的赤柱八間8號之瑞典籍白人業主因為計劃清拆改建所以反對赤柱八間8號的歷史評級。按古諮會機制，一級歷史建築已被納入「備用名單」，供古物事務監督按其文物意義、遭拆卸的風險等逐一考慮是否應宣佈為法定古蹟。若業主欲清拆建築物，有關建築將即時被列為暫定古蹟，凍結其重建權，但二級和三級歷史建築則不在此限。

## 類似地名
- 十五間：位於香港仔
- 卅間：位於中環